# Сметачна линия
Сметачната линия е преносимо механично изчислително устройство, обикновено състоящо се от три сглобени калибрирани линии и плъзгащ се курсор, използван за отчет на междинните резултати. Изобретена е през 1622 г. от Уилям Отред и до разпространението на електронните калкулатори през 1970-те е широко използвана за бързи приблизителни (с най-висока точност до втория знак след десетичната запетая) научни и инженерни изчисления.

## Основна идея
Повечето сметачни линии се състоят от три линии с еднаква дължина, сглобени, така че средната да може да се движи надлъжно спрямо другите две. Външните две линии са фиксирани една спрямо друга. Плъзгащият се курсор с една или повече вертикални линии се използва за отбелязване на междинен резултат върху някоя от скалите.
Като цяло математическите пресмятания се извършват, като маркерите на подвижната средна линия се подравняват с тези на някоя от външните скали. Маркерите, гравирани или отпечатани върху линиите, са прецизно поставени, така че да позволят извършването на известен брой математически операции. Геометрията на маркерите определя кои операции могат да се извършват.

## Начин на работа
Най-често сметачните линии имат логаритмични скали. Числото {\displaystyle x} е нанесено на всяка от скалите на разстояние, пропорционално на {\displaystyle \log x} от „индекса“, маркиран с числото 1. Логаритъмът трансформира действието умножение или деление в действие събиране или изваждане, благодарение на правилата
{\displaystyle \log(ab)=\log(a)+\log(b)} и {\displaystyle \log(a/b)=\log(a)-\log(b)}.
За да се умножи {\displaystyle x} по {\displaystyle y}, индексът (числото 1) на подвижната скала се подравнява с числото {\displaystyle x} на неподвижната скала. Тогава числото {\displaystyle y} на подвижната скала е подравнено с числото {\displaystyle xy} на неподвижната скала.
Илюстрацията долу показва умножението на 2 с всяко друго число. Индексът (1) на горната скала е подравнен с 2 на долната скала. Числата на горната скала (множители) съответстват на произведението на долната скала. Например: 3,5 на горната скала е подравнено с произведението 7 на долната скала, 4 с 8 и т.н.
Когато операцията излиза извън скалата, например {\displaystyle 2\times 70}, трябва да се използва за индекс 10 или 100 вместо 1 и да се помни, че резултатът трябва да се коригира с този фактор.
При делението процесът се обръща. Долната илюстрация показва всички частни на 2,75, тъй като индексът (1) на горната скала е подравнен с 2,75 на долната скала. Например: на 8,25 на долната скала съответства частното (8,25/2,75=) 3 на горната скала и т.н.